# Mel Reynolds
Melvin Reynolds, detto Mel (Mound Bayou, 8 gennaio 1952), è un politico statunitense, membro della Camera dei Rappresentanti per lo stato dell'Illinois dal 1993 al 1995.

## Biografia
Nato nel Mississippi, Reynolds crebbe nell'Illinois. Dopo gli studi all'Università dell'Illinois - Urbana-Champaign e all'Università di Harvard, ottenne una borsa di studio internazionale per mezzo della quale frequentò il Lincoln College. Successivamente lavorò come professore di scienze politiche.
Entrato in politica con il Partito Democratico, nel 1988 e nel 1990 si candidò infruttuosamente alla Camera dei Rappresentanti, perdendo le primarie contro il deputato in carica Gus Savage. Nel 1992 riuscì a sconfiggere Savage e successivamente vinse anche le elezioni generali, divenendo deputato.
Nel 1994, durante la campagna elettorale per la rielezione, Reynolds fu coinvolto in uno scandalo sessuale quando fu accusato di avere una relazione con una sedicenne. Reynolds negò tutto e riuscì ad essere rieletto deputato, tuttavia alcuni mesi dopo venne condannato a tre anni di carcere per stupro, ostruzione alla giustizia e detenzione di materiale pedopornografico e rassegnò quindi le dimissioni dal Congresso.
Dopo essere stato scarcerato, Reynolds tentò nuovamente di rientrare in politica. Si candidò per il suo vecchio seggio alla Camera nel 2004 ma perse le primarie contro il suo successore Jesse Jackson, Jr.; quando nel 2013 Jackson si dimise in seguito ad uno scandalo, Reynolds si presentò come candidato per le elezioni speciali indette al fine di riassegnare il seggio, ma anche questa volta fu sconfitto nelle primarie, perdendo la nomination contro Robin Kelly.